# Albert Wolf
Pour les articles homonymes, voir Albert Wolff et Wolff.
Albert Wolf, né à Liège le 21 février 1915 et décédé en 1989, est un résistant de la Seconde Guerre mondiale. Il dirigeait la section liégeoise du Comité de défense des Juifs et faisait partie du Front de l'indépendance.

## Biographie
Durant les années 1930, Albert Wolf fait partie du Comité de vigilance des intellectuels antifascistes. Le 28 mai 1940, il est fait prisonnier mais parvient à s'échapper du convoi l'emmenant vers l'Allemagne. Il est de retour à Liège le 3 juin 1940 où il reprend un temps ses activités d'imprimeur.
Durant la guerre, il contribua à de nombreuses revues clandestines en tant qu'auteur, imprimeur ou en contribuant à leur diffusion. Communiste convaincu, il était également responsable de l'association les Amis de l'Union Soviétique qui publiait également des revues.
- Radio-Moscou : rédacteur
- Voici l'URSS : rédacteur en chef
- Liberté : rédacteur occasionnel
- La Meuse : rédacteur occasionnel
- L'Espoir : rédacteur occasionnel
- Le Flambeau : diffusion

Le 10 juillet 1941, il échappe de justesse à son arrestation par la police allemande et entre dans la clandestinité jusqu'au 8 septembre 1944. Il prend part à la constitution du premier comité de solidarité dont il s'occupera jusqu'en juillet 1942, date à laquelle il rejoint le tout récent Comité de défense des Juifs (CDJ) fondé par Hertz Jospa et son épouse Yvonne. Il prendra la tête de la section liégeoise et sera membre du CDJ national. Comme Hertz Jospa, Albert Wolf faisait également partie du Front de l'indépendance dont le CDJ était une émanation. Après guerre, Albert Wolf sera officiellement reconnu Résistant armé et résistant par la presse clandestine. Il décède en 1989.

## Reconnaissances
- Résistant armé (reconnu le 1er juin 1949)
- Résistant par la presse clandestine (reconnu le 7 juillet 1954)